# 44e armée (Japon)
La 44e armée (第44軍, Dai-yon-jū-yon gun) est une unité de l'armée impériale japonaise basée au Mandchoukouo durant la Seconde Guerre mondiale.

## Histoire
La 44e armée est initialement créée en juillet 1941 sous le nom d'« armée de défense du Guandong » en tant que force auxiliaire de l'armée japonaise du Guandong et basée à Hsinking, la capitale du Mandchoukouo, pour des missions d'ordre public et d'entraînement. En raison de la détérioration croissante de la situation militaire du Japon dans la guerre du Pacifique, l'armée impériale japonaise fait transférer de plus en plus d'unités expérimentées du Mandchoukouo et leur équipement sur d'autres fronts. Début 1945, l'armée du Guandong est largement diminuée et les nouvelles d'un regroupement de forces de l'armée rouge soviétique sur les frontières sont très préoccupantes. L'« armée de défense du Guandong » est renommée « 44e armée » le 30 mai 1945 et placée sous le contrôle de la 3e armée régionale dans le sud du Mandchoukouo. Elle affronte l'armée rouge durant l'invasion soviétique de la Mandchourie, dont des opérations continuent jusqu'en septembre même après la reddition du Japon. Elle est officiellement dissoute à Mukden et beaucoup de ses soldats sont faits prisonniers en Union soviétique.

## Commandement

### Commandants
|   | Nom                                  | De               | À                |
| - | ------------------------------------ | ---------------- | ---------------- |
| 1 | Général Tomoyuki Yamashita           | 17 juillet 1941  | 6 novembre 1941  |
| 2 | Lieutenant-général Tatsumi Kusaba    | 6 novembre 1941  | 21 décembre 1942 |
| 3 | Lieutenant-général Satoshi Kinoshita | 21 décembre 1942 | 7 décembre 1943  |
| 4 | Lieutenant-général Shin Yoshida      | 7 décembre 1943  | 1er mars 1945    |
| 5 | Lieutenant-général Yoshio Hongo      | 1er mars 1945    | Septembre 1945   |

### Chef d'État-major
|   | Nom                                  | De               | À                |
| - | ------------------------------------ | ---------------- | ---------------- |
| 1 | Lieutenant-général Yasunori Yoshioka | 17 juillet 1941  | 1er juillet 1942 |
| 2 | Major-général Senichi Tasaka         | 1er juillet 1942 | 16 mai 1944      |
| 3 | Major-général Hiroshi Tamura         | 16 mai 1944      | 2 octobre 1944   |
| 4 | Major-général Nobuyoshi Obata        | 2 octobre 1944   | Septembre 1945   |